# Sepsis kalongensis
Sepsis kalongensis är en tvåvingeart som beskrevs av Vanschuytbroeck 1963. Sepsis kalongensis ingår i släktet Sepsis och familjen svängflugor.
Artens utbredningsområde är Kongo. Inga underarter finns listade i Catalogue of Life.